# Pari
Pari é um distrito situado na região central do município brasileiro de São Paulo, a Nordeste do chamado Centro Histórico da São Paulo. Apesar de sua posição geográfica, pertence à região administrativa do Sudeste, visto que o distrito integra a subprefeitura da Mooca. 
Trata-se de um dos menores distritos da Capital, abrangendo o bairro do Canindé, onde se situa o estádio da Associação Portuguesa de Desportos e o Shopping D. O  distrito possui também a sede da IFSP. Tradicionalmente a comunidade do distrito participa dos desfiles de Carnaval com a sua Escola de Samba Colorado do Brás.
Apesar de ser um distrito relativamente pequeno (possui 2,75 km²), suas ruas são largas e asfaltadas, sendo que algumas possuem canteiro central com vegetação. Por ocupar a várzea do Rio Tietê, é um distrito quase inteiro plano, sendo também considerado "baixo", pois em sua área existem muito poucos prédios acima de quatro andares, sendo predominantes as casas, prédios de dois ou três andares, além de vários galpões e garagens de ônibus no Largo do Pari (Feirinha da Madrugada) e Galpão da Associohorti na rua Sta Rosa.

## Etimologia
No início, para apanhar os peixes, os colonizadores europeus haviam aprendido uma técnica indígena de envenenar a água com timbós ou tinguis. Porém, o veneno causava danos ao rio e, em 1591, o governo local proibia a técnica, com pena de quintos réis, no Tamanduateí.
Com a proibição, os pescadores passaram a colocar em certos pontos do rio uma armadilha chamada "pari": Era uma cerca de taquara ou cipó, estendida de lado a lado para pescar peixes. No caso, eles eram pescados principalmente nos rios Tietê e Tamanduateí, que ficavam próximos e eram rios piscosos, próprios para a instalação de "paris". Daí nasceu o nome do bairro: Pari.

## Formação

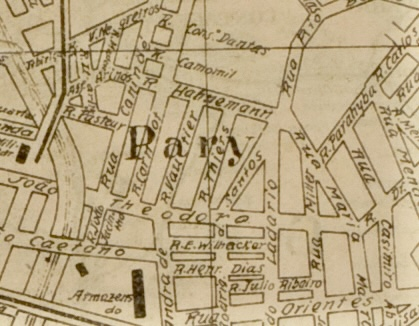
Traçado do bairro/distrito, grafado na época como Pary, Mapa Oficial da cidade em 1929.

O Pari é um bairro antigo do município de São Paulo, cravado entre os rios Tamanduateí e Tietê. Formou-se em fins do século XVI, constituído essencialmente por pescadores, seus habitantes eram formados por índios, portugueses e mamelucos. Situado em uma região de alagamentos, Pari foi uma parte importante para a sobrevivência e o crescimento da cidade durante seus primeiros séculos, enquanto a alimentação dos moradores era resultado da pesca.
Em 1867, foi inaugurado, pela São Paulo Railway, um pátio ferroviário denominado Pari, hoje erradicado, que auxiliava nas manobras e na estocagem dos materiais que não podiam permanecer na Estação da Luz, possuindo também uma pequena estação de embarque e desembarque de mercadorias. Porém, apesar do nome, o pátio situava-se fora do atual distrito, entre as atuais ruas São Caetano, Monsenhor Andrade, Mendes Caldeira e a Avenida do Estado, no Distrito do Brás. Neste distrito, também também se situa o denominado Largo do Pari, logradouro da confluência da Avenida do Estado com a Rua Santa Rosa e, por aí, se percebe que a delimitação do distrito não respeitou a antiga compreensão que se tinha do Bairro do Pari.

## Século XX

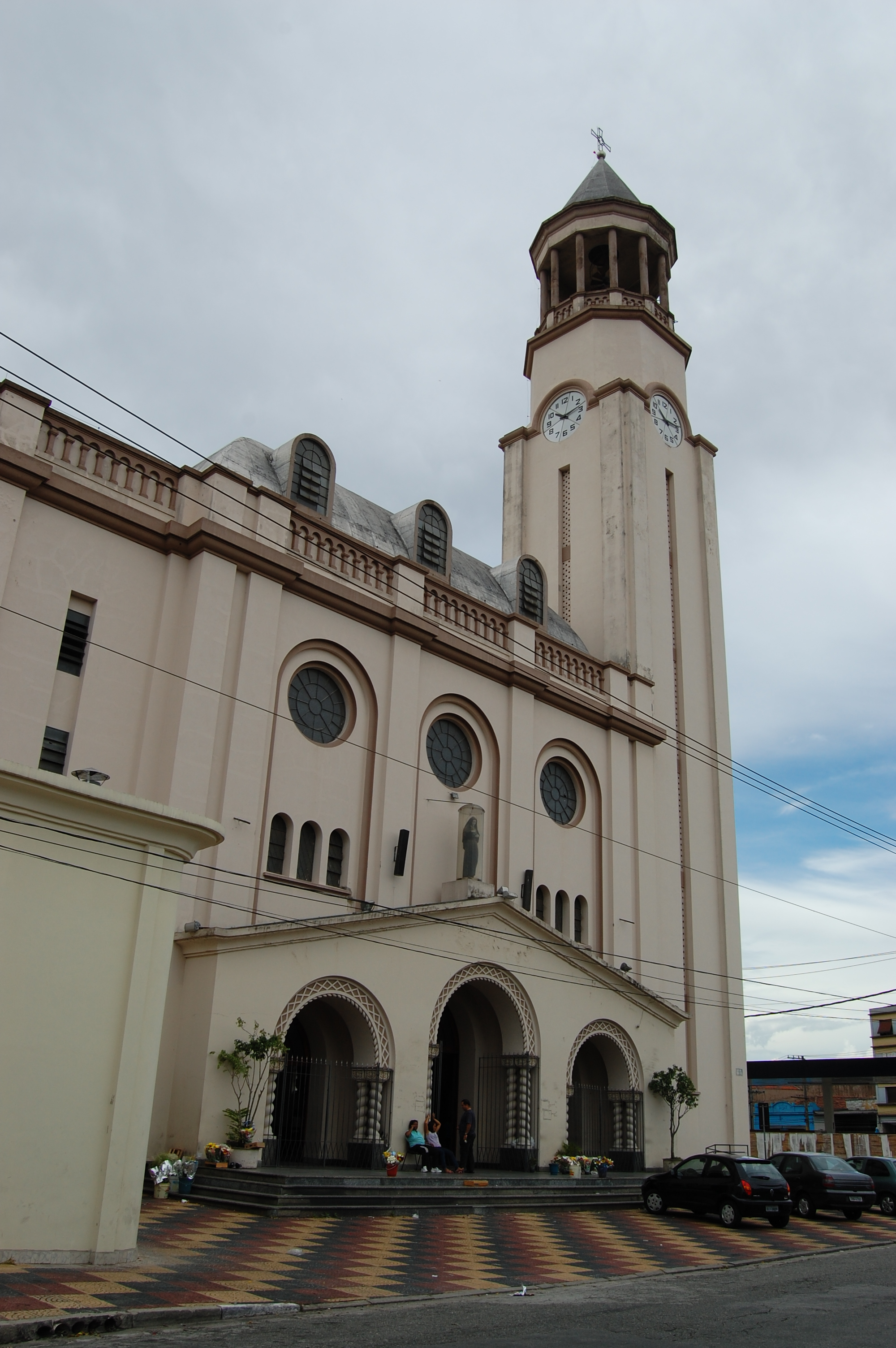
Igreja Santa Rita de Cássia do Pari.

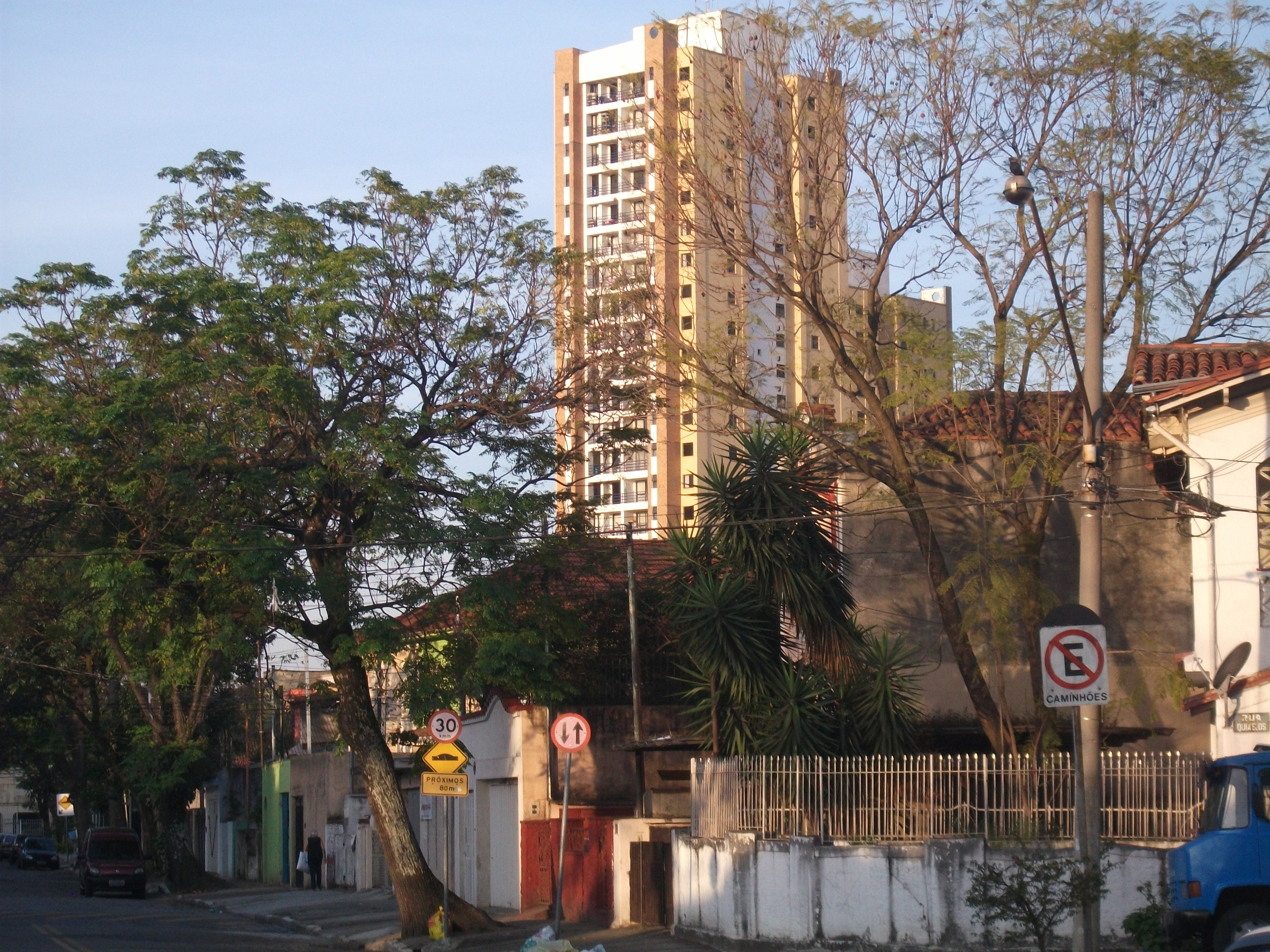
Vista parcial do distrito.

No início do século XX, a cidade de São Paulo, passa por um intenso processo de urbanização e a vinda de um grande fluxo de imigrantes europeus. O Pari por ser um bairro operário, recebe grandes contingentes de italianos, espanhóis, portugueses e gregos, nesse período os imigrantes italianos, nos fins de semana, ocupavam a praça Padre Bento, para cantar e dançar a "tarantela". Para tentar acabar com os constantes transbordamentos nos arredores do rio Tamanduateí, a prefeitura mandou, em 1908, solevar uma grande extensão da várzea do rio. Foram cobertos com dois metros de terra as planícies do Brás, passando por Pari, até a Mooca. Na década de 1940, sírios e libaneses passam a integrar o bairro multi-étnico.
Nos anos 60, assim como toda a região central de São Paulo, o Pari passou por um processo de degradação e esvaziamento populacional, na década de 1980 o bairro passou a abrigar um grande contingente da colônia coreana e, a partir da década de 1990 o bairro começa a receber um grande número de imigrantes bolivianos, que se reúnem aos domingos na praça Kantuta. Nos últimos anos do século o bairro mudou seu perfil urbano, e suas antigas fábricas passaram a ser substituídas por novos empreendimentos residenciais.
Atualmente o bairro do Pari é conhecido como um dos maiores polos da indústria de confecções do país, sendo visitado diariamente por consumidores vindos de diversas regiões do Brasil e até do exterior, para adquirir confecções e produtos de vestuário nas centenas de lojas que comercializam tanto no atacado como no varejo, localizadas principalmente nas ruas Silva Teles, Maria Marcolina, Oriente entre outras, se estendendo até o bairro do Brás, formando com o comércio deste bairro vizinho um único centro comercial.

## Demografia
Evolução demográfica do distrito do Pari

## Transporte
O distrito é atendido pela Linha 1 do Metrô de São Paulo que passa dentro de seus limites, embora não haja nenhuma estação ali. Porém, quem frequenta o distrito pode se utilizar da Estação Armênia, que fica a três quarteirões do Estádio do Canindé, por exemplo. Futuramente o distrito será atendido também pela nova Linha 19 Celeste do Metrô, na Estação Pari, que apesar do nome, estará localizada no distrito do Brás).

## Paróquia Santo Antônio
A Paróquia Santo Antônio do Pari foi fundada no dia 2 de fevereiro de 1914, por dom Duarte Leopoldo e Silva, e seu primeiro pároco foi o português Frei José Rolim.
Proprietário de terrenos no bairro, Arthut Vautier, vendo o esforço e o trabalho de Rolim, doou um terreno para a construção de uma igreja. A matriz de Santo Antônio do Pari começou a ser construída em agosto de 1922 e foi entregue à população em 13 de junho de 1924.
Na madrugada de 14 de junho de 2006, um incêndio destrói uma das torres e a totalidade da ala direita da igreja. A igreja passou por um processo de restauração.

## Institutos educacionais

### Colégio Bom Jesus
Iniciou suas atividades em 3 de fevereiro de 1919, com o nome de Escola Parochial José de Anchieta, por iniciativa de Frei Olivério Kraemer, Franciscano, vigário da Paróquia Santo Antônio na época. Prestou um grande serviço a comunidade, ensinando gratuitamente milhares de filhos de imigrantes operários. No início, ensinava crianças de 6 a 10 anos em um pequeno espaço na rua Maria Marcolina. Em Setembro de 2013 o colégio anuncia o encerramento de suas atividades educacionais 
. Em 19 de Outubro de 2013, moradores da região, estudantes e alunos protestam contra o fechamento do mesmo e reivindicam o tombamento do prédio pertencente ao colégio que possuía 94 anos de existência. No ano seguinte em 2014 algumas instalações que pertenceram ao Colégio foram derrubadas para dar lugar a um centro comercial. Conhecido por Colégio Santo Antônio do Pari, foi administrado pela rede Bom Jesus de ensino até o dia de seu fechamento oficial.

### Colégio da Polícia Militar
A história da escola se inicia em 1978 quando é fundada a primeira unidade na avenida Cruzeiro do Sul, na época o projeto da escola era centrado em abrigar e dar ensino a estudantes que eram órfãos e/ou dependentes de militares. Com o passar do tempo, devido ao número de vagas existentes na instituição, o colégio passou a dar ensino para qualquer aluno.

## Limites
- Norte: Rio Tietê.
- Leste: Rua Paulo Andrighetti e Rua Santa Rita.
- Sul: Rua Bresser, Rua Silva Teles e Rua João Teodoro.
- Oeste: Avenida do Estado e Avenida Cruzeiro do Sul.

### Distritos limítrofes
- Santana e Vila Guilherme (Norte).
- Belém (Leste).
- Brás (Sul).
- Bom Retiro (Oeste).

### Subdistritos
- Canindé
- Alto do Pari
- Pari